# Eduardo Neri
Eduardo Neri Reynoso (13 de octubre de 1887, Zumpango del Río, Guerrero - 22 de agosto de 1973, Ciudad de México, México D.F.) fue un jurista y político mexicano. Su cargo más importante fue ser titular de la Procuraduría General de la República de México.

## Juventud y educación
Por haber sido procreado fuera de matrimonio, se le registró con los apellidos de la madre, doña Reverina Neri Reynoso, hija del General Canuto A. Neri, distinguido liberal y soldado, quien peleó y triunfó en Querétaro a las órdenes de Mariano Escobedo militante en 1893 en la rebelión contra el gobierno de Francisco O. Arce.
Según él mismo relata, aprendió a leer en silabario con el maestro Miguel Aldama en una escuela que se encontraba en la calle de Andrés Quintana Roo, en Chilpancingo. La primaria la cursó en otra escuela erigida en el lugar donde hoy se levanta el edificio del Poder Judicial del estado. Con la muerte de su abuelo el General Canuto A. Neri empezaron sus penalidades, pues cesó la única ayuda que recibían él y su señora madre; en consecuencia, tuvo que trabajar como peón en una finca rústica, para no suspender sus estudios. En la misma escuela en que cursó la primaria, terminó también la secundaria bajo la dirección, sucesivamente, de los profesores Luis E. Puig, Lamberto Popoca y Arturo Sotomayor.
La preparatoria la cursó en la escuela que se encontraba en la esquina que forman las calles de Benito Juárez y Galo Soberón, en la ciudad capital, y ahí mismo inició la carrera de leyes hasta el segundo año. Los temblores derribaron la escuela, la cual se trasladó al costado oriente de la iglesia del barrio de San Mateo. En este lugar prosiguió sus estudios de abogado hasta el cuarto año, los cuales no pudo concluir pues el gobernador porfirista Damián Flores clausuró la escuela, pero en cambio otorgó una beca de $25.00 mensuales a los alumnos más aprovechados, entre los que se encontraban, aparte de Eduardo Neri Reynoso, Rodolfo Neri Lacunza y Ezequiel Padilla.
El joven Eduardo Neri se trasladó a México con el fin de terminar sus estudios; sin embargo, no pudo inscribirse en la Escuela Nacional de Jurisprudencia debido a que el plan de estudios era diferente al que se seguía en Chilpancingo. En México, se enteró de que la escuela de leyes de Xalapa, Veracruz, podía admitirlo y hacia allá se dirigió en compañía de Rodolfo Neri Lacunza. Al fin, se graduó de Licenciado en Derecho en la escuela de Jalapa el 28 de septiembre de 1910. Recién egresado, tuvo oportunidad de conocer a Francisco I. Madero en la propia ciudad de Xalapa y de inmediato simpatizó con sus ideales democráticos. Volvió a Chilpancingo, donde abrió su bufete y entró en relación epistolar con Luis Cabrera, quien le encargó la atención de varios casos judiciales que debían ventilarse en los tribunales guerrerenses.
Por esa época, contrajo matrimonio en México con su novia de siempre, Amelia L. Acevedo, oriunda de Chilpancingo, abnegada y fiel compañera con quien procreó a un solo hijo de nombre Eduardo Neri Acevedo.
El 13 de junio de 1911, por encargo de Ambrosio Figueroa y del ayuntamiento de Iguala, tuvo a su cargo el discurso de bienvenida a Madero, quien recorría el estado de Guerrero en su gira como candidato a la Presidencia. Eduardo Neri, de solo 24 años, pronunció una vigorosa pieza oratoria donde, con su característica verticalidad y valentía, le dijo al Apóstol de la Democracia que, mientras siguiera fiel a la causa de la libertad y la democracia, contaría con el apoyo de los guerrerenses, pero si daba las espaldas al pueblo, las armas de los revolucionarios del Sur defenderían contra él los firmes ideales que los inspiraban. Madero, sinceramente emocionado, lo abrazó ante la multitud y prometió ser siempre fiel a sus principios.

## Gestión política
Amigos y paisanos le propusieron la candidatura a diputado federal, que declinó en principio, pero enterado Luis Cabrera de esas simpatías, lo exhortó a aceptar. Luis Cabrera fue el fundador del Bloque Renovador que reunió después a los diputados federales que apoyaban a Madero. El licenciado Neri aceptó la postulación, a la que rehuía para que no se dijera que pretendía cargos públicos, y la fórmula integrada por él como propietario y el tixtleco Bonifacio Rodríguez como suplente, obtuvo el triunfó en las elecciones. A pesar de haber sido electo, Neri no se presentó a la instalación de la famosa XXVI Legislatura al Congreso de la Unión, el 16 de septiembre de 1912. Era evidente que no le atraía la actividad política, y menos quería ser diputado; por eso su suplente ocupó en principio la curul.
Bonifacio Rodríguez fue asimilado rápidamente por los diputados reaccionarios, de ahí que, en enero de 1913, Luis Cabrera le dirigió una carta a Neri en la que le explicaba la situación y lo urgía a ocupar su puesto de titular en la Cámara de Diputados. Por su parte, el gobernador de Guerrero y amigo cercano del licenciado Neri, José Inocente Lugo, le informó de un movimiento subversivo en contra de Madero y también le hizo ver la conveniencia de asumir sus funciones. Esto bastó para que Neri enfilara a la capital de la República, se integró a la Legislatura y formó parte del Bloque Renovador en marzo de 1913. A partir de agosto de ese fatídico año y ya posesionado Huerta de la Presidencia, desató su furia homicida contra los diputados que se atrevieron a censurarlo. Así fueron asesinados Serapio Rendón, Adolfo C. Gurrión y hasta un diputado suplente, Eduardo Pastelín. El senador por Chiapas doctor Belisario Domínguez, el 23 de septiembre del mismo año, pretendió leer en tribuna un discurso contra Victoriano Huerta, pero el presidente de la Cámara no aceptó la petición argumentando que las acusaciones contra el Ejecutivo eran competencia de la Cámara de Diputados. De todas maneras, don Belisario imprimió el discurso y lo hizo circular. Días después escribió otro discurso aún más violento, pero otra vez, el presidente de la Cámara no permitió su lectura por considerarlo subversivo.
Don Belisario procedió en la misma forma que en la anterior y, dos días después de que los discursos fueron conocidos públicamente, se advirtió la desaparición del valiente senador. Su hijo Ricardo enteró a los diputados chiapanecos de la misteriosa desaparición de su señor padre, y la denuncia se presentó ante el pleno de la Cámara el 9 de octubre de 1913. Los diputados chiapanecos pidieron que se iniciara una sesión permanente con el fin de averiguar el paradero del senador Domínguez. La Cámara aceptó la propuesta y nombró una comisión en la que figuró el licenciado Neri, misma que se entrevistó de inmediato con el secretario de Gobernación Manuel Garza Aldape, quien dijo desconocer el asunto, al que juzgó competencia de la policía y, por tanto, manifestó que lo turnaría a las autoridades correspondientes. Los diputados comisionados volvieron al recinto legislativo e informaron al pleno del resultado de la entrevista. Fue entonces cuando el licenciado Eduardo Neri, justamente indignado, pronunció un discurso que puede calificarse como el principio del fin de Victoriano Huerta.
En esa valerosa arenga, entre otras cosas, el diputado Neri dijo que no parecían hombres los que seguramente habían asesinado al senador Belisario Domínguez, sino “chacales”, pues no contentos con quitarle la vida devoraron sus restos. De aquí que, en adelante, se le llamó “chacal” al dictador Victoriano Huerta. Neri exhortó a sus compañeros a defender la dignidad del Poder Legislativo y a preservar sus propias vidas, y propuso que de inmediato se tomaran las decisiones apropiadas. La Cámara obró en consecuencia; nombró una comisión de su propio seno para investigar los hechos en que presumiblemente había perdido la vida el senador Belisario Domínguez; se acordó dirigirse al Presidente de la República diciéndole que los diputados ponían sus vidas bajo la salvaguarda del propio Ejecutivo y que, en caso de ocurrir alguna otra agresión a los legisladores, la Cámara celebraría sus sesiones en el lugar en que encontrase garantías.
Al tener conocimiento del acuerdo de los diputados, Huerta montó en cólera y ordenó a Garza Aldape que al día siguiente, esto es, el 10 de octubre, se presentara en el salón de sesiones de los diputados, exigiera de inmediato la revocación del acuerdo y que, en caso de negarse, los diputados fueran aprehendidos e internados en la penitenciaría. Como los diputados se mantuvieron firmes, Garza Aldape, quien antes de la sesión había ordenado el despliegue del ejército alrededor del recinto parlamentario e invadido el salón de sesiones, las galerías y el vestíbulo, ordenó la aprehensión de los 83 diputados que se encontraban presentes, quienes fueron remitidos a Lecumberri.
Los senadores, al tener conocimiento de los hechos, decidieron suspender sus sesiones, de tal manera que el espurio régimen de Huerta se vio ante el dilema de gobernar sin la presencia del Poder Legislativo. Querido Moheno, diputado huertista y asesor jurídico del dictador, le aconsejó emitir un decreto ordenando la disolución del Congreso y convocar a elecciones extraordinarias de presidente de la República, de diputados y senadores, para el 26 de octubre del mismo año. Así se hizo, pero con fecha retroactiva, esto es, del 10 de octubre, cuando los diputados ya estaban presos y los senadores habían suspendido sus sesiones.
Era evidente que las elecciones extraordinarias no podían celebrarse en el corto espacio de 16 días; sin embargo, se llevaron a cabo de manera fraudulenta con la concurrencia de leales o supuestos huertistas. Naturalmente, el candidato a presidente fue Victoriano Huerta.
El usurpador, en realidad, había incurrido en un golpe de Estado, lo que provocó no solo el repudio de los mexicanos indecisos sino que endureció la posición de los Estados Unidos. El presidente Wilson censuró la disolución del Congreso, al que consideraba depositario de la soberanía nacional, reiteró su negativa a reconocer el gobierno de Huerta, prohibió la venta de armas al Ejército federal y anticipó que no reconocería a ningún Presidente mexicano electo de manera ilegal. Por último, conminó a Huerta y a sus allegados a salir del país y les advirtió que, en caso de no hacerlo, autorizaría la intervención. El presidente Wilson dijo: “ha de hacerse la paz en México o nosotros la haremos”. Mientras tanto, pidió al Gobierno francés que negara a Huerta la entrega de un préstamo de 20 millones de libras esterlinas que le había autorizado y levantó la prohibición de vender armas a los revolucionarios.
Todos estos hechos concatenados, obligaron a Huerta a salir del país el 15 de julio de 1914. Como se advierte, su derrumbamiento se inició con el trepidante discurso del diputado Eduardo Neri, cuya intervención no ha sido valorada a profundidad. A resultas de su vibrante mensaje, los diputados tomaron las decisiones que ya se señalan. Armando Z. Ostos, otro de los diputados de la célebre XXVI Legislatura, pasados varios años de aquella tormentosa jornada legislativa, declaró públicamente que la patética y temeraria exhortación de Neri fue la que lo impulsó a redactar los acuerdos que, con ligeras modificaciones, aprobó la Cámara.

## Revolución mexicana
Después de su trascendente desempeño como diputado y una vez que fue liberado de prisión, Eduardo Neri se incorporó a las fuerzas carrancistas en Veracruz. El Primer Jefe le expidió un nombramiento como subdirector de Patentes y Marcas y, después, lo envió a colaborar con su hermano, el general Jesús Carranza, con el fin de organizar el contingente revolucionario en el estado de Guerrero. Neri no pudo comunicarse con Jesús Carranza porque este, en enero de 1915, fue arteramente asesinado, junto con su hijo Abelardo Carranza, en una ranchería de Oaxaca. De todas maneras, Neri formó parte de las fuerzas que comandaba Julián Blanco y combatió a su lado a los zapatistas en el norte de Chilpancingo. Blanco, por méritos en campaña, ascendió a Neri al grado de coronel.

## Después de la revolución
Al día siguiente de proclamada la Constitución de 1917, el 6 de febrero, Carranza expidió la convocatoria para elecciones de diputados y senadores al Congreso de la Unión y para Presidente de la República. El licenciado Neri volvió a ser postulado candidato a diputado federal y formó parte de la XXVII Legislatura. Por su parte, Carranza fue elegido Presidente de la República y el 1 de mayo de 1917 tomó posesión del cargo; sin embargo, las diferencias que tuvo con Villa y Zapata perturbaron el curso normal de su gobierno y, para colmo, ante la inminente sucesión presidencial de 1920, se inclinó por la candidatura de Ignacio Bonillas, embajador de México en EU, impulsado por la idea de que, terminada la Revolución, debía gobernar al país un civil. Para su desgracia, no tomó en cuenta que los caudillos militares, sobre todo Obregón, a quien se debía el triunfo sobre Villa, reclamarían, como en efecto sucedió, su acceso al poder.
Carranza, persistiendo en su propósito y advirtiendo que Obregón sería el candidato a vencer, con motivo del levantamiento de Cejudo, ordenó que Obregón compareciera a declarar en México, con el fin de involucrarlo en el referido levantamiento, en el que no participó. Obregón compareció en Santiago Tlatelolco y no fue detenido merced a una multitud de partidarios que lo vitoreaban fuera del edificio, pero como la amenaza seguía vigente, se decidió a huir hacia Iguala, disfrazado de garrotero, en el tren México–Balsas, del que era empleado Margarito Ramírez –quien lo ayudó– y con la única compañía del licenciado Neri, quien se quedó en Buenavista de Cuéllar, atendiendo las instrucciones de Obregón en el sentido de que se pusiera en contacto con sus partidarios para que, en caso de que se aproximara otro tren procedente de México con tropas carrancistas, se volaran las vías y de inmediato le informara al respecto. Neri alcanzó en Iguala a Obregón y de ahí se dirigieron a Chilpancingo, donde don Eduardo alojó a Obregón en la casa de su señora madre.
El gobernador Francisco Figueroa Mata y los otros dos poderes del estado se solidarizaron con Obregón, a quien Neri presentó al pueblo desde un balcón del Palacio de Gobierno. Obregón pronunció un vigoroso discurso denunciando los afanes imposicionistas de Carranza y el 20 de abril de 1920 firmó un manifiesto en franca rebeldía contra el gobierno, que dio origen al Plan de Agua Prieta, el cual terminó con la muerte de Carranza. Obregón fue elegido presidente para el periodo 1920–1924 y, una vez que tomó posesión, nombró al licenciado Eduardo Neri procurador general de Justicia de la República, cargo en que duró un año y siete meses, pues en junio de 1922 presentó su renuncia con motivo de los injustos ataques que miembros destacados del equipo de Obregón lanzaron contra el Partido Liberal Constitucionalista, del que fue miembro fundador y luego su presidente.
Posteriormente, fue elegido hasta dos veces senador de la República por el estado de Guerrero y, por tanto, perteneció a las XXXI y XXXIV legislaturas al Congreso de la Unión.
En 1940 apoyó la candidatura de Juan Andreu Almazán a la Presidencia de la República, no obstante sus pésimos antecedentes, pues primero fue maderista y luego cambió de bando, figuró en el zapatismo y fue miembro del gobierno de Huerta. Neri y muchos otros revolucionarios e intelectuales distinguidos creyeron las promesas de ese oscilante personaje de que defendería el triunfo con las armas y, en lugar de hacerlo, al obtener una evidente mayoría, como asegura Neri que la obtuvo, incumplió su palabra. Don Eduardo afirma que mayor desengaño recibieron los partidarios de Almazán al darse cuenta de que solo había sido un simulador. La señalada participación de Neri en la campaña de Almazán fue la última de su carrera política. Desde entonces se dedicó al ejercicio de su profesión.

## Reconocimientos públicos
Sus coterráneos y el país entero han reconocido varias veces el mérito del licenciado Eduardo Neri, quien recibió en vida diversos homenajes. El 5 de octubre de 1941 el Congreso del estado de Guerrero emitió un decreto que ordena exponer en forma permanente, en el salón de sesiones de la Cámara, el discurso pronunciado por el notable revolucionario el 9 de octubre de 1913. Hasta ahora no se ha cumplido con ese mandato. Posteriormente, la Secretaría de la Defensa Nacional impuso al licenciado Neri dos medallas, una como Veterano de la Revolución y otra como Miembro de la Legión de Honor. En marzo de 1968 el Instituto Nacional de la Juventud Mexicana rindió un cálido homenaje al licenciado Neri en el auditorio del edificio central. La XLVII Legislatura al Congreso de la Unión creó la Medalla Eduardo Neri. Honor al Mérito Cívico al Servicio de la Patria, y se impuso por vez primera al notable personaje que lleva su nombre, el 29 de diciembre de 1969, en solemne ceremonia a la que asistieron los tres poderes del estado de Guerrero. Al año siguiente, en octubre de 1970, el profesor Caritino Maldonado Pérez, en aquel entonces gobernador del estado, envió al Congreso local una iniciativa de decreto en la que se concedía el título de “Héroe Civil Guerrerense” al licenciado Eduardo Neri y propuso, asimismo, inscribir su nombre en el recinto del Poder Legislativo y otorgarle una pensión vitalicia de cinco mil pesos mensuales. En el mismo mes de octubre se aprobó por unanimidad el decreto y en sesión solemne del Congreso se le dio lectura ante el propio licenciado Neri, con la asistencia de los miembros de los poderes Ejecutivo y Judicial y un representante de la Legislatura federal.
José Francisco Ruiz Massieu, en septiembre de 1987, el mismo año en que tomó posesión como gobernador del estado, envió al Congreso local una iniciativa de decreto en la que se proponía el cambio de nombre al municipio de Zumpango del Río por el de Eduardo Neri. El decreto fue aprobado por unanimidad y el 13 de octubre del referido año, en la población de Zumpango del Río, el Congreso se constituyó en sesión solemne con la asistencia de los miembros de los poderes Ejecutivo y Judicial, para conmemorar el centenario del natalicio del licenciado Eduardo Neri y para hacer la promulgación del decreto.